# Archive Utility
Archive Utility (BOMArchiveHelper до Mac OS X v10.5) архіватор за замовченням в Mac OS X. Зазвичай викликається автоматично при відкритті файла одного з підтриманих форматів. Може використовуватися для створіння ZIP-архівів.

## Підтримані формати
Запис та створення:
- ZIP (.zip) — захищені паролем ZIP-архіви не підтримані

Читання та разархівація:
- bzip2 (.bz, .bz2)
- cbz (comic book zip)
- cpgz (cpio gzipped)
- cpio (.cpio)
- gz (.gzip, .gz)
- tar (.tar)
- tgz (tar gzipped)
- tbz, tbz2 (tar bzipped)
- jar (Архів Java)
- compress (.Z)
- uuencode
- ZIP (.zip) — захищені паролем ZIP-архіви не підтримані